# Championnat du monde féminin d'échecs 2015

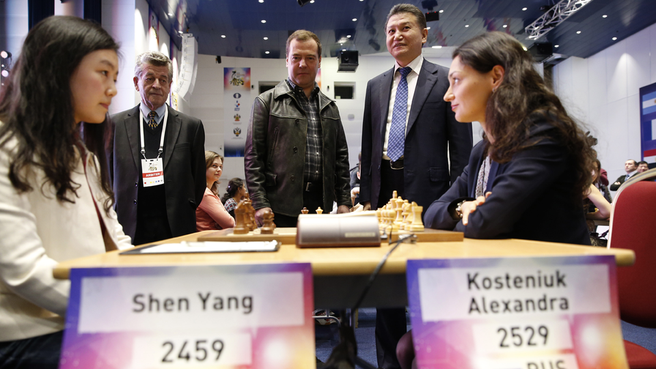
Championnat du monde féminin d'échecs 2015.

Le championnat du monde d'échecs féminin de 2015 s'est déroulé du 16 mars au 7 avril 2015 à Sotchi, en Russie. Il consistait en un tournoi à élimination directe de 64 joueuses. Il était initialement prévu du 11 au 31 octobre 2014, mais des problèmes pour trouver un sponsor et une ville hôte ont finalement contraint l'organisation internationale des échecs, la FIDE, à annoncer le report du championnat le 24 septembre 2014, le programmant pour début 2015 à Sotchi. Le manque de clarté du tournoi a été fortement critiqué par l'Association des professionnels des échecs (ACP).
En finale, l'Ukrainienne Mariya Mouzytchouk, tête de série 8, a battu la Russe Natalia Pogonina, tête de série 31. Grâce à cette victoire, Mouzytchouk a obtenu le titre de Grand Maître (GM), s'est qualifiée pour la Coupe du monde FIDE 2015 et a gagné le droit de défendre son titre dans un match en 2016 contre la gagnante du Grand Prix féminin de la FIDE 2013-14, Hou Yifan.

## Participantes
Les joueuses ont été sélectionnées lors de championnats d'échecs nationaux, de tournois zonaux et de championnats d'échecs continentaux. 51 joueuses issues des qualifications continentales et zonales pour les femmes: Europe 28, Asie 12, Amerique 8 and Afrique 3.
Les joueuses qualifiées ont été annoncés le 22 janvier 2015, sous réserve de la signature du contrat.
Trois anciennes championnes du monde étaient présentes sur le terrain : Alexandra Kosteniuk, 5e tête de série, Antoaneta Stefanova, 9e et Anna Ushenina, 15e. Notamment, la numéro un mondiale et championne en titre, la Chinoise Hou Yifan, a choisi de ne pas jouer, en raison d'un engagement préalable à un tournoi d'échecs à Hawaï,. Sont également absentes du top-10 mondial Nana Dzagnidze et Kateryna Lagno (elles ont été remplacées par deux places de E13).
Les joueuses participantes ont été classées en fonction de leur classement Elo de mars 2015.
1. Humpy Koneru (IND), GM, 2581 (R)
2. Ju Wenjun (CHN), GM, 2557 (WC)
3. Anna Muzychuk (UKR), GM, 2552 (E12)
4. Viktorija Cmilyte (LTU), GM, 2530 (E12)
5. Alexandra Kosteniuk (RUS), GM, 2529 (E12)
6. Valentina Gunina (RUS), GM, 2528 (E12)
7. Zhao Xue (CHN), GM, 2527 (R)
8. Mariya Muzychuk (UKR), IM, 2526 (R)
9. Antoaneta Stefanova (BUL), GM, 2522 (R)
10. Bela Khotenashvili (GEO), GM, 2513 (E12)
11. Pia Cramling (SWE), GM, 2495 (E13)
12. Dronavalli Harika (IND), GM, 2492 (WC)
13. Elina Danielian (ARM), GM, 2488 (E12)
14. Tan Zhongyi (CHN), WGM, 2487 (R)
15. Anna Ushenina (UKR), GM, 2486 (WC)
16. Alisa Galliamova (RUS), IM, 2484 (PN)
17. Tatiana Kosintseva (RUS), GM, 2483 (E12)
18. Marie Sebag (FRA), GM, 2482 (E12)
19. Lela Javakhishvili (GEO), IM, 2481 (E12)
20. Elisabeth Paehtz (GER), IM, 2479 (R)
21. Irina Krush (USA), GM, 2477 (Z2.1)
22. Hoang Thanh Trang (HUN), GM, 2475 (E12)
23. Huang Qian (CHN), WGM, 2473 (AS13)
24. Natalia Joukova (UKR), GM, 2471 (PN)
25. Monika Socko (POL), GM, 2463 (E13)
26. Salome Melia (GEO), IM, 2459 (E12)
27. Olga Girya (RUS), WGM, 2459 (E13)
28. Shen Yang (CHN), IM, 2459 (Z3.5)
29. Nino Khurtsidze (GEO), IM, 2457 (E12)
30. Aleksandra Goryachkina (RUS), WGM, 2456 (J13)
31. Natalia Pogonina (RUS), WGM, 2456 (E12)
32. Lei Tingjie (CHN), WGM, 2444 (Z3.5)
33. Deysi Cori (PER), WGM, 2444 (Z2.4)
34. Guo Qi (CHN), IM, 2443 (J12)
35. Lilit Mkrtchian (ARM), IM, 2443 (E13)
36. Ekaterina Kovalevskaya (RUS), IM, 2438 (E13)
37. Alina Kashlinskaya (RUS), IM, 2436 (E13)
38. Ekaterina Atalik (TUR), IM, 2419 (E13)
39. Irine Kharisma Sukandar (IND), IM, 2415 (AS12)
40. Deimante Daulyte (LTU), IM, 2395 (E13)
41. Inna Gaponenko (UKR), IM, 2384 (E13)
42. Baïra Kovanova (RUS), WGM, 2381 (E12)
43. Ketevan Arakhamia-Grant (SCO), GM, 2379 (E13)
44. Sophie Milliet (FRA), IM, 2377 (E13)
45. Meri Arabidze (GEO), IM, 2374 (E13)
46. Sopiko Guramishvili (GEO), IM, 2367 (E13)
47. Wang Jue (CHN), WGM, 2365 (Z3.5)
48. Mary Ann Gomes (IND), WGM, 2354 (Z3.7)
49. Carolina Lujan (ARG), IM, 2349 (Z2.5)
50. Zhang Xiaowen (CHN), WGM, 2349 (Z3.5)
51. Guliskhan Nakhbayeva (KAZ), WGM, 2337 (Z3.4)
52. Yaniet Marrero Lopez (CUB), WGM, 2322 (Z2.3)
53. Tatev Abrahamyan (USA), WGM, 2322 (Z2.1)
54. Mitra Hejazipour (IRN), WIM, 2302 (Z3.1)
55. Kübra Öztürk (TUR), WGM, 2284 (E13)
56. Yuanling Yuan (CAN), WIM, 2267 (Z2.2)
57. Nguyen Thi Thanh An (VIE), WGM, 2261 (Z3.3)
58. Marisa Zuriel (ARG), WIM, 2219 (AM)
59. Camilla Baginskaite (USA), WGM, 2192 (Z2.1)
60. Irina Berezina (AUS), IM, 2182 (Z3.6)
61. Akter Liza Shamima (BAN), WIM, 2130 (Z3.2)
62. Amina Mezioud (ALG), WIM, 2071 (AF)
63. Shrook Wafa (EGY), WGM, 2058 (AF)
64. Ayah Moaataz (EGY), WIM, 2022 (AF)

### Parcours de qualification
| - WC : Demi-finalistes du Championnat du monde d'échecs féminin 2012 et vice-championnes de 2013. - J12 et J13 : champions du monde junior 2012 et 2013 - R : Rating (la moyenne de tous les ratings publiés de février 2013 à janvier 2014 a été utilisée) (5) - E12 et E13 : Championnats d'Europe individuels 2012 et 2013 (28) - AM : Championnat continental américain d'échecs 2014 | - AS12 et AS13 : Championnats d'échecs asiatiques 2012 et 2013 - AF : Championnat d'échecs africain 2013 (3) - Z2.1 (3), Z2.2, Z2.3, Z2.4, Z2.5, Z3.1, Z3.2, Z3.3, Z3.4, Z3.5 (4), Z3.6, Z3.7 : Tournois zonaux - PN : Nomination par le président de la FIDE (2) |

## Calendrier et prix
Deux journées par match étaient suivies d'éventuels tie-breaks le jour suivant en cas d'égalité. Le seul jour de repos était le 1er avril, le lendemain des demi-finales.
Le montant total des prix s'est élevé à 450 000 dollars américains, comme en 2010 et 2012.
| Tour            | Partie     | Tie-breaks | Prix (US$)                    |
| --------------- | ---------- | ---------- | ----------------------------- |
| Premier Tour    | 17–18 Mars | 19 Mars    | 3,750                         |
| Deuxième Tour   | 20–21 Mars | 22 Mars    | 5,500                         |
| Troisième Tour  | 23–24 Mars | 25 Mars    | 8,000                         |
| Quart de finale | 26–27 Mars | 28 Mars    | 12,000                        |
| Semi finale     | 29–30 Mars | 31 Mars    | 20,000                        |
| Finale          | Avril      | 6 Avril    | perdant 30,000 gagnant 60,000 |

## Résultat

### Match final
|   | a | b | c | d | e | f | g | h |   |
| 8 | Tour noire sur case blanche a8 · Roi noir sur case blanche g8 · Pion noir sur case noire c7 · Tour blanche sur case noire e7 · Pion noir sur case blanche f7 · Dame noire sur case noire g7 · Pion blanc sur case blanche c6 · Pion noir sur case noire d6 · Fou blanc sur case blanche d5 · Cavalier noir sur case noire g5 · Pion blanc sur case blanche g4 · Pion blanc sur case blanche b3 · Dame blanche sur case noire e3 · Roi blanc sur case noire g3 | Tour noire sur case blanche a8 · Roi noir sur case blanche g8 · Pion noir sur case noire c7 · Tour blanche sur case noire e7 · Pion noir sur case blanche f7 · Dame noire sur case noire g7 · Pion blanc sur case blanche c6 · Pion noir sur case noire d6 · Fou blanc sur case blanche d5 · Cavalier noir sur case noire g5 · Pion blanc sur case blanche g4 · Pion blanc sur case blanche b3 · Dame blanche sur case noire e3 · Roi blanc sur case noire g3 | Tour noire sur case blanche a8 · Roi noir sur case blanche g8 · Pion noir sur case noire c7 · Tour blanche sur case noire e7 · Pion noir sur case blanche f7 · Dame noire sur case noire g7 · Pion blanc sur case blanche c6 · Pion noir sur case noire d6 · Fou blanc sur case blanche d5 · Cavalier noir sur case noire g5 · Pion blanc sur case blanche g4 · Pion blanc sur case blanche b3 · Dame blanche sur case noire e3 · Roi blanc sur case noire g3 | Tour noire sur case blanche a8 · Roi noir sur case blanche g8 · Pion noir sur case noire c7 · Tour blanche sur case noire e7 · Pion noir sur case blanche f7 · Dame noire sur case noire g7 · Pion blanc sur case blanche c6 · Pion noir sur case noire d6 · Fou blanc sur case blanche d5 · Cavalier noir sur case noire g5 · Pion blanc sur case blanche g4 · Pion blanc sur case blanche b3 · Dame blanche sur case noire e3 · Roi blanc sur case noire g3 | Tour noire sur case blanche a8 · Roi noir sur case blanche g8 · Pion noir sur case noire c7 · Tour blanche sur case noire e7 · Pion noir sur case blanche f7 · Dame noire sur case noire g7 · Pion blanc sur case blanche c6 · Pion noir sur case noire d6 · Fou blanc sur case blanche d5 · Cavalier noir sur case noire g5 · Pion blanc sur case blanche g4 · Pion blanc sur case blanche b3 · Dame blanche sur case noire e3 · Roi blanc sur case noire g3 | Tour noire sur case blanche a8 · Roi noir sur case blanche g8 · Pion noir sur case noire c7 · Tour blanche sur case noire e7 · Pion noir sur case blanche f7 · Dame noire sur case noire g7 · Pion blanc sur case blanche c6 · Pion noir sur case noire d6 · Fou blanc sur case blanche d5 · Cavalier noir sur case noire g5 · Pion blanc sur case blanche g4 · Pion blanc sur case blanche b3 · Dame blanche sur case noire e3 · Roi blanc sur case noire g3 | Tour noire sur case blanche a8 · Roi noir sur case blanche g8 · Pion noir sur case noire c7 · Tour blanche sur case noire e7 · Pion noir sur case blanche f7 · Dame noire sur case noire g7 · Pion blanc sur case blanche c6 · Pion noir sur case noire d6 · Fou blanc sur case blanche d5 · Cavalier noir sur case noire g5 · Pion blanc sur case blanche g4 · Pion blanc sur case blanche b3 · Dame blanche sur case noire e3 · Roi blanc sur case noire g3 | Tour noire sur case blanche a8 · Roi noir sur case blanche g8 · Pion noir sur case noire c7 · Tour blanche sur case noire e7 · Pion noir sur case blanche f7 · Dame noire sur case noire g7 · Pion blanc sur case blanche c6 · Pion noir sur case noire d6 · Fou blanc sur case blanche d5 · Cavalier noir sur case noire g5 · Pion blanc sur case blanche g4 · Pion blanc sur case blanche b3 · Dame blanche sur case noire e3 · Roi blanc sur case noire g3 | 8 |
| 7 | Tour noire sur case blanche a8 · Roi noir sur case blanche g8 · Pion noir sur case noire c7 · Tour blanche sur case noire e7 · Pion noir sur case blanche f7 · Dame noire sur case noire g7 · Pion blanc sur case blanche c6 · Pion noir sur case noire d6 · Fou blanc sur case blanche d5 · Cavalier noir sur case noire g5 · Pion blanc sur case blanche g4 · Pion blanc sur case blanche b3 · Dame blanche sur case noire e3 · Roi blanc sur case noire g3 | Tour noire sur case blanche a8 · Roi noir sur case blanche g8 · Pion noir sur case noire c7 · Tour blanche sur case noire e7 · Pion noir sur case blanche f7 · Dame noire sur case noire g7 · Pion blanc sur case blanche c6 · Pion noir sur case noire d6 · Fou blanc sur case blanche d5 · Cavalier noir sur case noire g5 · Pion blanc sur case blanche g4 · Pion blanc sur case blanche b3 · Dame blanche sur case noire e3 · Roi blanc sur case noire g3 | Tour noire sur case blanche a8 · Roi noir sur case blanche g8 · Pion noir sur case noire c7 · Tour blanche sur case noire e7 · Pion noir sur case blanche f7 · Dame noire sur case noire g7 · Pion blanc sur case blanche c6 · Pion noir sur case noire d6 · Fou blanc sur case blanche d5 · Cavalier noir sur case noire g5 · Pion blanc sur case blanche g4 · Pion blanc sur case blanche b3 · Dame blanche sur case noire e3 · Roi blanc sur case noire g3 | Tour noire sur case blanche a8 · Roi noir sur case blanche g8 · Pion noir sur case noire c7 · Tour blanche sur case noire e7 · Pion noir sur case blanche f7 · Dame noire sur case noire g7 · Pion blanc sur case blanche c6 · Pion noir sur case noire d6 · Fou blanc sur case blanche d5 · Cavalier noir sur case noire g5 · Pion blanc sur case blanche g4 · Pion blanc sur case blanche b3 · Dame blanche sur case noire e3 · Roi blanc sur case noire g3 | Tour noire sur case blanche a8 · Roi noir sur case blanche g8 · Pion noir sur case noire c7 · Tour blanche sur case noire e7 · Pion noir sur case blanche f7 · Dame noire sur case noire g7 · Pion blanc sur case blanche c6 · Pion noir sur case noire d6 · Fou blanc sur case blanche d5 · Cavalier noir sur case noire g5 · Pion blanc sur case blanche g4 · Pion blanc sur case blanche b3 · Dame blanche sur case noire e3 · Roi blanc sur case noire g3 | Tour noire sur case blanche a8 · Roi noir sur case blanche g8 · Pion noir sur case noire c7 · Tour blanche sur case noire e7 · Pion noir sur case blanche f7 · Dame noire sur case noire g7 · Pion blanc sur case blanche c6 · Pion noir sur case noire d6 · Fou blanc sur case blanche d5 · Cavalier noir sur case noire g5 · Pion blanc sur case blanche g4 · Pion blanc sur case blanche b3 · Dame blanche sur case noire e3 · Roi blanc sur case noire g3 | Tour noire sur case blanche a8 · Roi noir sur case blanche g8 · Pion noir sur case noire c7 · Tour blanche sur case noire e7 · Pion noir sur case blanche f7 · Dame noire sur case noire g7 · Pion blanc sur case blanche c6 · Pion noir sur case noire d6 · Fou blanc sur case blanche d5 · Cavalier noir sur case noire g5 · Pion blanc sur case blanche g4 · Pion blanc sur case blanche b3 · Dame blanche sur case noire e3 · Roi blanc sur case noire g3 | Tour noire sur case blanche a8 · Roi noir sur case blanche g8 · Pion noir sur case noire c7 · Tour blanche sur case noire e7 · Pion noir sur case blanche f7 · Dame noire sur case noire g7 · Pion blanc sur case blanche c6 · Pion noir sur case noire d6 · Fou blanc sur case blanche d5 · Cavalier noir sur case noire g5 · Pion blanc sur case blanche g4 · Pion blanc sur case blanche b3 · Dame blanche sur case noire e3 · Roi blanc sur case noire g3 | 7 |
| 6 | Tour noire sur case blanche a8 · Roi noir sur case blanche g8 · Pion noir sur case noire c7 · Tour blanche sur case noire e7 · Pion noir sur case blanche f7 · Dame noire sur case noire g7 · Pion blanc sur case blanche c6 · Pion noir sur case noire d6 · Fou blanc sur case blanche d5 · Cavalier noir sur case noire g5 · Pion blanc sur case blanche g4 · Pion blanc sur case blanche b3 · Dame blanche sur case noire e3 · Roi blanc sur case noire g3 | Tour noire sur case blanche a8 · Roi noir sur case blanche g8 · Pion noir sur case noire c7 · Tour blanche sur case noire e7 · Pion noir sur case blanche f7 · Dame noire sur case noire g7 · Pion blanc sur case blanche c6 · Pion noir sur case noire d6 · Fou blanc sur case blanche d5 · Cavalier noir sur case noire g5 · Pion blanc sur case blanche g4 · Pion blanc sur case blanche b3 · Dame blanche sur case noire e3 · Roi blanc sur case noire g3 | Tour noire sur case blanche a8 · Roi noir sur case blanche g8 · Pion noir sur case noire c7 · Tour blanche sur case noire e7 · Pion noir sur case blanche f7 · Dame noire sur case noire g7 · Pion blanc sur case blanche c6 · Pion noir sur case noire d6 · Fou blanc sur case blanche d5 · Cavalier noir sur case noire g5 · Pion blanc sur case blanche g4 · Pion blanc sur case blanche b3 · Dame blanche sur case noire e3 · Roi blanc sur case noire g3 | Tour noire sur case blanche a8 · Roi noir sur case blanche g8 · Pion noir sur case noire c7 · Tour blanche sur case noire e7 · Pion noir sur case blanche f7 · Dame noire sur case noire g7 · Pion blanc sur case blanche c6 · Pion noir sur case noire d6 · Fou blanc sur case blanche d5 · Cavalier noir sur case noire g5 · Pion blanc sur case blanche g4 · Pion blanc sur case blanche b3 · Dame blanche sur case noire e3 · Roi blanc sur case noire g3 | Tour noire sur case blanche a8 · Roi noir sur case blanche g8 · Pion noir sur case noire c7 · Tour blanche sur case noire e7 · Pion noir sur case blanche f7 · Dame noire sur case noire g7 · Pion blanc sur case blanche c6 · Pion noir sur case noire d6 · Fou blanc sur case blanche d5 · Cavalier noir sur case noire g5 · Pion blanc sur case blanche g4 · Pion blanc sur case blanche b3 · Dame blanche sur case noire e3 · Roi blanc sur case noire g3 | Tour noire sur case blanche a8 · Roi noir sur case blanche g8 · Pion noir sur case noire c7 · Tour blanche sur case noire e7 · Pion noir sur case blanche f7 · Dame noire sur case noire g7 · Pion blanc sur case blanche c6 · Pion noir sur case noire d6 · Fou blanc sur case blanche d5 · Cavalier noir sur case noire g5 · Pion blanc sur case blanche g4 · Pion blanc sur case blanche b3 · Dame blanche sur case noire e3 · Roi blanc sur case noire g3 | Tour noire sur case blanche a8 · Roi noir sur case blanche g8 · Pion noir sur case noire c7 · Tour blanche sur case noire e7 · Pion noir sur case blanche f7 · Dame noire sur case noire g7 · Pion blanc sur case blanche c6 · Pion noir sur case noire d6 · Fou blanc sur case blanche d5 · Cavalier noir sur case noire g5 · Pion blanc sur case blanche g4 · Pion blanc sur case blanche b3 · Dame blanche sur case noire e3 · Roi blanc sur case noire g3 | Tour noire sur case blanche a8 · Roi noir sur case blanche g8 · Pion noir sur case noire c7 · Tour blanche sur case noire e7 · Pion noir sur case blanche f7 · Dame noire sur case noire g7 · Pion blanc sur case blanche c6 · Pion noir sur case noire d6 · Fou blanc sur case blanche d5 · Cavalier noir sur case noire g5 · Pion blanc sur case blanche g4 · Pion blanc sur case blanche b3 · Dame blanche sur case noire e3 · Roi blanc sur case noire g3 | 6 |
| 5 | Tour noire sur case blanche a8 · Roi noir sur case blanche g8 · Pion noir sur case noire c7 · Tour blanche sur case noire e7 · Pion noir sur case blanche f7 · Dame noire sur case noire g7 · Pion blanc sur case blanche c6 · Pion noir sur case noire d6 · Fou blanc sur case blanche d5 · Cavalier noir sur case noire g5 · Pion blanc sur case blanche g4 · Pion blanc sur case blanche b3 · Dame blanche sur case noire e3 · Roi blanc sur case noire g3 | Tour noire sur case blanche a8 · Roi noir sur case blanche g8 · Pion noir sur case noire c7 · Tour blanche sur case noire e7 · Pion noir sur case blanche f7 · Dame noire sur case noire g7 · Pion blanc sur case blanche c6 · Pion noir sur case noire d6 · Fou blanc sur case blanche d5 · Cavalier noir sur case noire g5 · Pion blanc sur case blanche g4 · Pion blanc sur case blanche b3 · Dame blanche sur case noire e3 · Roi blanc sur case noire g3 | Tour noire sur case blanche a8 · Roi noir sur case blanche g8 · Pion noir sur case noire c7 · Tour blanche sur case noire e7 · Pion noir sur case blanche f7 · Dame noire sur case noire g7 · Pion blanc sur case blanche c6 · Pion noir sur case noire d6 · Fou blanc sur case blanche d5 · Cavalier noir sur case noire g5 · Pion blanc sur case blanche g4 · Pion blanc sur case blanche b3 · Dame blanche sur case noire e3 · Roi blanc sur case noire g3 | Tour noire sur case blanche a8 · Roi noir sur case blanche g8 · Pion noir sur case noire c7 · Tour blanche sur case noire e7 · Pion noir sur case blanche f7 · Dame noire sur case noire g7 · Pion blanc sur case blanche c6 · Pion noir sur case noire d6 · Fou blanc sur case blanche d5 · Cavalier noir sur case noire g5 · Pion blanc sur case blanche g4 · Pion blanc sur case blanche b3 · Dame blanche sur case noire e3 · Roi blanc sur case noire g3 | Tour noire sur case blanche a8 · Roi noir sur case blanche g8 · Pion noir sur case noire c7 · Tour blanche sur case noire e7 · Pion noir sur case blanche f7 · Dame noire sur case noire g7 · Pion blanc sur case blanche c6 · Pion noir sur case noire d6 · Fou blanc sur case blanche d5 · Cavalier noir sur case noire g5 · Pion blanc sur case blanche g4 · Pion blanc sur case blanche b3 · Dame blanche sur case noire e3 · Roi blanc sur case noire g3 | Tour noire sur case blanche a8 · Roi noir sur case blanche g8 · Pion noir sur case noire c7 · Tour blanche sur case noire e7 · Pion noir sur case blanche f7 · Dame noire sur case noire g7 · Pion blanc sur case blanche c6 · Pion noir sur case noire d6 · Fou blanc sur case blanche d5 · Cavalier noir sur case noire g5 · Pion blanc sur case blanche g4 · Pion blanc sur case blanche b3 · Dame blanche sur case noire e3 · Roi blanc sur case noire g3 | Tour noire sur case blanche a8 · Roi noir sur case blanche g8 · Pion noir sur case noire c7 · Tour blanche sur case noire e7 · Pion noir sur case blanche f7 · Dame noire sur case noire g7 · Pion blanc sur case blanche c6 · Pion noir sur case noire d6 · Fou blanc sur case blanche d5 · Cavalier noir sur case noire g5 · Pion blanc sur case blanche g4 · Pion blanc sur case blanche b3 · Dame blanche sur case noire e3 · Roi blanc sur case noire g3 | Tour noire sur case blanche a8 · Roi noir sur case blanche g8 · Pion noir sur case noire c7 · Tour blanche sur case noire e7 · Pion noir sur case blanche f7 · Dame noire sur case noire g7 · Pion blanc sur case blanche c6 · Pion noir sur case noire d6 · Fou blanc sur case blanche d5 · Cavalier noir sur case noire g5 · Pion blanc sur case blanche g4 · Pion blanc sur case blanche b3 · Dame blanche sur case noire e3 · Roi blanc sur case noire g3 | 5 |
| 4 | Tour noire sur case blanche a8 · Roi noir sur case blanche g8 · Pion noir sur case noire c7 · Tour blanche sur case noire e7 · Pion noir sur case blanche f7 · Dame noire sur case noire g7 · Pion blanc sur case blanche c6 · Pion noir sur case noire d6 · Fou blanc sur case blanche d5 · Cavalier noir sur case noire g5 · Pion blanc sur case blanche g4 · Pion blanc sur case blanche b3 · Dame blanche sur case noire e3 · Roi blanc sur case noire g3 | Tour noire sur case blanche a8 · Roi noir sur case blanche g8 · Pion noir sur case noire c7 · Tour blanche sur case noire e7 · Pion noir sur case blanche f7 · Dame noire sur case noire g7 · Pion blanc sur case blanche c6 · Pion noir sur case noire d6 · Fou blanc sur case blanche d5 · Cavalier noir sur case noire g5 · Pion blanc sur case blanche g4 · Pion blanc sur case blanche b3 · Dame blanche sur case noire e3 · Roi blanc sur case noire g3 | Tour noire sur case blanche a8 · Roi noir sur case blanche g8 · Pion noir sur case noire c7 · Tour blanche sur case noire e7 · Pion noir sur case blanche f7 · Dame noire sur case noire g7 · Pion blanc sur case blanche c6 · Pion noir sur case noire d6 · Fou blanc sur case blanche d5 · Cavalier noir sur case noire g5 · Pion blanc sur case blanche g4 · Pion blanc sur case blanche b3 · Dame blanche sur case noire e3 · Roi blanc sur case noire g3 | Tour noire sur case blanche a8 · Roi noir sur case blanche g8 · Pion noir sur case noire c7 · Tour blanche sur case noire e7 · Pion noir sur case blanche f7 · Dame noire sur case noire g7 · Pion blanc sur case blanche c6 · Pion noir sur case noire d6 · Fou blanc sur case blanche d5 · Cavalier noir sur case noire g5 · Pion blanc sur case blanche g4 · Pion blanc sur case blanche b3 · Dame blanche sur case noire e3 · Roi blanc sur case noire g3 | Tour noire sur case blanche a8 · Roi noir sur case blanche g8 · Pion noir sur case noire c7 · Tour blanche sur case noire e7 · Pion noir sur case blanche f7 · Dame noire sur case noire g7 · Pion blanc sur case blanche c6 · Pion noir sur case noire d6 · Fou blanc sur case blanche d5 · Cavalier noir sur case noire g5 · Pion blanc sur case blanche g4 · Pion blanc sur case blanche b3 · Dame blanche sur case noire e3 · Roi blanc sur case noire g3 | Tour noire sur case blanche a8 · Roi noir sur case blanche g8 · Pion noir sur case noire c7 · Tour blanche sur case noire e7 · Pion noir sur case blanche f7 · Dame noire sur case noire g7 · Pion blanc sur case blanche c6 · Pion noir sur case noire d6 · Fou blanc sur case blanche d5 · Cavalier noir sur case noire g5 · Pion blanc sur case blanche g4 · Pion blanc sur case blanche b3 · Dame blanche sur case noire e3 · Roi blanc sur case noire g3 | Tour noire sur case blanche a8 · Roi noir sur case blanche g8 · Pion noir sur case noire c7 · Tour blanche sur case noire e7 · Pion noir sur case blanche f7 · Dame noire sur case noire g7 · Pion blanc sur case blanche c6 · Pion noir sur case noire d6 · Fou blanc sur case blanche d5 · Cavalier noir sur case noire g5 · Pion blanc sur case blanche g4 · Pion blanc sur case blanche b3 · Dame blanche sur case noire e3 · Roi blanc sur case noire g3 | Tour noire sur case blanche a8 · Roi noir sur case blanche g8 · Pion noir sur case noire c7 · Tour blanche sur case noire e7 · Pion noir sur case blanche f7 · Dame noire sur case noire g7 · Pion blanc sur case blanche c6 · Pion noir sur case noire d6 · Fou blanc sur case blanche d5 · Cavalier noir sur case noire g5 · Pion blanc sur case blanche g4 · Pion blanc sur case blanche b3 · Dame blanche sur case noire e3 · Roi blanc sur case noire g3 | 4 |
| 3 | Tour noire sur case blanche a8 · Roi noir sur case blanche g8 · Pion noir sur case noire c7 · Tour blanche sur case noire e7 · Pion noir sur case blanche f7 · Dame noire sur case noire g7 · Pion blanc sur case blanche c6 · Pion noir sur case noire d6 · Fou blanc sur case blanche d5 · Cavalier noir sur case noire g5 · Pion blanc sur case blanche g4 · Pion blanc sur case blanche b3 · Dame blanche sur case noire e3 · Roi blanc sur case noire g3 | Tour noire sur case blanche a8 · Roi noir sur case blanche g8 · Pion noir sur case noire c7 · Tour blanche sur case noire e7 · Pion noir sur case blanche f7 · Dame noire sur case noire g7 · Pion blanc sur case blanche c6 · Pion noir sur case noire d6 · Fou blanc sur case blanche d5 · Cavalier noir sur case noire g5 · Pion blanc sur case blanche g4 · Pion blanc sur case blanche b3 · Dame blanche sur case noire e3 · Roi blanc sur case noire g3 | Tour noire sur case blanche a8 · Roi noir sur case blanche g8 · Pion noir sur case noire c7 · Tour blanche sur case noire e7 · Pion noir sur case blanche f7 · Dame noire sur case noire g7 · Pion blanc sur case blanche c6 · Pion noir sur case noire d6 · Fou blanc sur case blanche d5 · Cavalier noir sur case noire g5 · Pion blanc sur case blanche g4 · Pion blanc sur case blanche b3 · Dame blanche sur case noire e3 · Roi blanc sur case noire g3 | Tour noire sur case blanche a8 · Roi noir sur case blanche g8 · Pion noir sur case noire c7 · Tour blanche sur case noire e7 · Pion noir sur case blanche f7 · Dame noire sur case noire g7 · Pion blanc sur case blanche c6 · Pion noir sur case noire d6 · Fou blanc sur case blanche d5 · Cavalier noir sur case noire g5 · Pion blanc sur case blanche g4 · Pion blanc sur case blanche b3 · Dame blanche sur case noire e3 · Roi blanc sur case noire g3 | Tour noire sur case blanche a8 · Roi noir sur case blanche g8 · Pion noir sur case noire c7 · Tour blanche sur case noire e7 · Pion noir sur case blanche f7 · Dame noire sur case noire g7 · Pion blanc sur case blanche c6 · Pion noir sur case noire d6 · Fou blanc sur case blanche d5 · Cavalier noir sur case noire g5 · Pion blanc sur case blanche g4 · Pion blanc sur case blanche b3 · Dame blanche sur case noire e3 · Roi blanc sur case noire g3 | Tour noire sur case blanche a8 · Roi noir sur case blanche g8 · Pion noir sur case noire c7 · Tour blanche sur case noire e7 · Pion noir sur case blanche f7 · Dame noire sur case noire g7 · Pion blanc sur case blanche c6 · Pion noir sur case noire d6 · Fou blanc sur case blanche d5 · Cavalier noir sur case noire g5 · Pion blanc sur case blanche g4 · Pion blanc sur case blanche b3 · Dame blanche sur case noire e3 · Roi blanc sur case noire g3 | Tour noire sur case blanche a8 · Roi noir sur case blanche g8 · Pion noir sur case noire c7 · Tour blanche sur case noire e7 · Pion noir sur case blanche f7 · Dame noire sur case noire g7 · Pion blanc sur case blanche c6 · Pion noir sur case noire d6 · Fou blanc sur case blanche d5 · Cavalier noir sur case noire g5 · Pion blanc sur case blanche g4 · Pion blanc sur case blanche b3 · Dame blanche sur case noire e3 · Roi blanc sur case noire g3 | Tour noire sur case blanche a8 · Roi noir sur case blanche g8 · Pion noir sur case noire c7 · Tour blanche sur case noire e7 · Pion noir sur case blanche f7 · Dame noire sur case noire g7 · Pion blanc sur case blanche c6 · Pion noir sur case noire d6 · Fou blanc sur case blanche d5 · Cavalier noir sur case noire g5 · Pion blanc sur case blanche g4 · Pion blanc sur case blanche b3 · Dame blanche sur case noire e3 · Roi blanc sur case noire g3 | 3 |
| 2 | Tour noire sur case blanche a8 · Roi noir sur case blanche g8 · Pion noir sur case noire c7 · Tour blanche sur case noire e7 · Pion noir sur case blanche f7 · Dame noire sur case noire g7 · Pion blanc sur case blanche c6 · Pion noir sur case noire d6 · Fou blanc sur case blanche d5 · Cavalier noir sur case noire g5 · Pion blanc sur case blanche g4 · Pion blanc sur case blanche b3 · Dame blanche sur case noire e3 · Roi blanc sur case noire g3 | Tour noire sur case blanche a8 · Roi noir sur case blanche g8 · Pion noir sur case noire c7 · Tour blanche sur case noire e7 · Pion noir sur case blanche f7 · Dame noire sur case noire g7 · Pion blanc sur case blanche c6 · Pion noir sur case noire d6 · Fou blanc sur case blanche d5 · Cavalier noir sur case noire g5 · Pion blanc sur case blanche g4 · Pion blanc sur case blanche b3 · Dame blanche sur case noire e3 · Roi blanc sur case noire g3 | Tour noire sur case blanche a8 · Roi noir sur case blanche g8 · Pion noir sur case noire c7 · Tour blanche sur case noire e7 · Pion noir sur case blanche f7 · Dame noire sur case noire g7 · Pion blanc sur case blanche c6 · Pion noir sur case noire d6 · Fou blanc sur case blanche d5 · Cavalier noir sur case noire g5 · Pion blanc sur case blanche g4 · Pion blanc sur case blanche b3 · Dame blanche sur case noire e3 · Roi blanc sur case noire g3 | Tour noire sur case blanche a8 · Roi noir sur case blanche g8 · Pion noir sur case noire c7 · Tour blanche sur case noire e7 · Pion noir sur case blanche f7 · Dame noire sur case noire g7 · Pion blanc sur case blanche c6 · Pion noir sur case noire d6 · Fou blanc sur case blanche d5 · Cavalier noir sur case noire g5 · Pion blanc sur case blanche g4 · Pion blanc sur case blanche b3 · Dame blanche sur case noire e3 · Roi blanc sur case noire g3 | Tour noire sur case blanche a8 · Roi noir sur case blanche g8 · Pion noir sur case noire c7 · Tour blanche sur case noire e7 · Pion noir sur case blanche f7 · Dame noire sur case noire g7 · Pion blanc sur case blanche c6 · Pion noir sur case noire d6 · Fou blanc sur case blanche d5 · Cavalier noir sur case noire g5 · Pion blanc sur case blanche g4 · Pion blanc sur case blanche b3 · Dame blanche sur case noire e3 · Roi blanc sur case noire g3 | Tour noire sur case blanche a8 · Roi noir sur case blanche g8 · Pion noir sur case noire c7 · Tour blanche sur case noire e7 · Pion noir sur case blanche f7 · Dame noire sur case noire g7 · Pion blanc sur case blanche c6 · Pion noir sur case noire d6 · Fou blanc sur case blanche d5 · Cavalier noir sur case noire g5 · Pion blanc sur case blanche g4 · Pion blanc sur case blanche b3 · Dame blanche sur case noire e3 · Roi blanc sur case noire g3 | Tour noire sur case blanche a8 · Roi noir sur case blanche g8 · Pion noir sur case noire c7 · Tour blanche sur case noire e7 · Pion noir sur case blanche f7 · Dame noire sur case noire g7 · Pion blanc sur case blanche c6 · Pion noir sur case noire d6 · Fou blanc sur case blanche d5 · Cavalier noir sur case noire g5 · Pion blanc sur case blanche g4 · Pion blanc sur case blanche b3 · Dame blanche sur case noire e3 · Roi blanc sur case noire g3 | Tour noire sur case blanche a8 · Roi noir sur case blanche g8 · Pion noir sur case noire c7 · Tour blanche sur case noire e7 · Pion noir sur case blanche f7 · Dame noire sur case noire g7 · Pion blanc sur case blanche c6 · Pion noir sur case noire d6 · Fou blanc sur case blanche d5 · Cavalier noir sur case noire g5 · Pion blanc sur case blanche g4 · Pion blanc sur case blanche b3 · Dame blanche sur case noire e3 · Roi blanc sur case noire g3 | 2 |
| 1 | Tour noire sur case blanche a8 · Roi noir sur case blanche g8 · Pion noir sur case noire c7 · Tour blanche sur case noire e7 · Pion noir sur case blanche f7 · Dame noire sur case noire g7 · Pion blanc sur case blanche c6 · Pion noir sur case noire d6 · Fou blanc sur case blanche d5 · Cavalier noir sur case noire g5 · Pion blanc sur case blanche g4 · Pion blanc sur case blanche b3 · Dame blanche sur case noire e3 · Roi blanc sur case noire g3 | Tour noire sur case blanche a8 · Roi noir sur case blanche g8 · Pion noir sur case noire c7 · Tour blanche sur case noire e7 · Pion noir sur case blanche f7 · Dame noire sur case noire g7 · Pion blanc sur case blanche c6 · Pion noir sur case noire d6 · Fou blanc sur case blanche d5 · Cavalier noir sur case noire g5 · Pion blanc sur case blanche g4 · Pion blanc sur case blanche b3 · Dame blanche sur case noire e3 · Roi blanc sur case noire g3 | Tour noire sur case blanche a8 · Roi noir sur case blanche g8 · Pion noir sur case noire c7 · Tour blanche sur case noire e7 · Pion noir sur case blanche f7 · Dame noire sur case noire g7 · Pion blanc sur case blanche c6 · Pion noir sur case noire d6 · Fou blanc sur case blanche d5 · Cavalier noir sur case noire g5 · Pion blanc sur case blanche g4 · Pion blanc sur case blanche b3 · Dame blanche sur case noire e3 · Roi blanc sur case noire g3 | Tour noire sur case blanche a8 · Roi noir sur case blanche g8 · Pion noir sur case noire c7 · Tour blanche sur case noire e7 · Pion noir sur case blanche f7 · Dame noire sur case noire g7 · Pion blanc sur case blanche c6 · Pion noir sur case noire d6 · Fou blanc sur case blanche d5 · Cavalier noir sur case noire g5 · Pion blanc sur case blanche g4 · Pion blanc sur case blanche b3 · Dame blanche sur case noire e3 · Roi blanc sur case noire g3 | Tour noire sur case blanche a8 · Roi noir sur case blanche g8 · Pion noir sur case noire c7 · Tour blanche sur case noire e7 · Pion noir sur case blanche f7 · Dame noire sur case noire g7 · Pion blanc sur case blanche c6 · Pion noir sur case noire d6 · Fou blanc sur case blanche d5 · Cavalier noir sur case noire g5 · Pion blanc sur case blanche g4 · Pion blanc sur case blanche b3 · Dame blanche sur case noire e3 · Roi blanc sur case noire g3 | Tour noire sur case blanche a8 · Roi noir sur case blanche g8 · Pion noir sur case noire c7 · Tour blanche sur case noire e7 · Pion noir sur case blanche f7 · Dame noire sur case noire g7 · Pion blanc sur case blanche c6 · Pion noir sur case noire d6 · Fou blanc sur case blanche d5 · Cavalier noir sur case noire g5 · Pion blanc sur case blanche g4 · Pion blanc sur case blanche b3 · Dame blanche sur case noire e3 · Roi blanc sur case noire g3 | Tour noire sur case blanche a8 · Roi noir sur case blanche g8 · Pion noir sur case noire c7 · Tour blanche sur case noire e7 · Pion noir sur case blanche f7 · Dame noire sur case noire g7 · Pion blanc sur case blanche c6 · Pion noir sur case noire d6 · Fou blanc sur case blanche d5 · Cavalier noir sur case noire g5 · Pion blanc sur case blanche g4 · Pion blanc sur case blanche b3 · Dame blanche sur case noire e3 · Roi blanc sur case noire g3 | Tour noire sur case blanche a8 · Roi noir sur case blanche g8 · Pion noir sur case noire c7 · Tour blanche sur case noire e7 · Pion noir sur case blanche f7 · Dame noire sur case noire g7 · Pion blanc sur case blanche c6 · Pion noir sur case noire d6 · Fou blanc sur case blanche d5 · Cavalier noir sur case noire g5 · Pion blanc sur case blanche g4 · Pion blanc sur case blanche b3 · Dame blanche sur case noire e3 · Roi blanc sur case noire g3 | 1 |
|   | a | b | c | d | e | f | g | h |   |

La finale a été le seul match du tournoi qui a consisté en quatre parties classiques (du 2 au 5 avril 2015), jouées sur des jours consécutifs avec un jour de repos entre les tie-breaks de la demi-finale et le match 1. Les tie-breaks éventuels, si nécessaire, étaient prévus pour le 6 avril 2015, de la même manière que pour l'ensemble du tournoi : deux parties rapides (25+10), c'est-à-dire 25 minutes pour l'ensemble de la partie plus 10 secondes d'incrément, les deux parties rapides (10+10), deux parties de blitz (5+3) et un match décisif Armageddon.
Pogonina avait les pièces blanches dans la première partie. Avant la finale, ils ne s'étaient rencontrés qu'une seule fois, lors du Championnat d'Europe individuel d'échecs 2007, qui s'était terminé par un match nul.
Dans la quatrième partie finale, les pièces blanches appartenaient à Mouzytchouk, qui a ouvert la partie avec son jeu favori 1.е4. Pogonina a répondu avec son préféré 1...е5. Dans la partie  écossaise des quatre cavaliers, elle a essayé d'éviter les principales variations en plaçant le fou en b4 via c5. L'idée a permis à Noir d'esquiver la préparation de Mouzytchouk. Les Blancs, cependant, ont obtenu un avantage spatial et un jeu globalement plus favorable après l'ouverture. Plus tard, les Blancs ont décidé d'avancer les pions du côté roi, affaiblissant leur propre roi. Les Noirs avaient également des faiblesses de pions et une position nette et dynamiquement équilibrée est apparue. Au 41e coup, Mouzytchouk a effectué une combinaison simplificatrice, transposant à une finale avec deux forts pions passés contre un cavalier. Pogonina n'avait aucune chance de gagner, et la partie s'est terminée par un match nul au 56e coup après la répétition du coup.
|                          | Elo  | 1 | 2 | 3 | 4 | Total |
| ------------------------ | ---- | - | - | - | - | ----- |
| Mariya Mouzytchouk (UKR) | 2526 | ½ | 1 | ½ | ½ | 2½    |
| Natalia Pogonina (RUS)   | 2456 | ½ | 0 | ½ | ½ | 1½    |

### Tournoi à élimination directe
Les joueurs ont été classés en fonction de leur classement de mars. Le système de classement standard est utilisé, c'est-à-dire que la tête de série n° 1 joue contre le n° 64, le n° 2 contre le n° 63 et ainsi de suite. Le tirage au sort du premier joueur blanc est effectué lors de la cérémonie d'ouverture. Les paires sont publiés le 3 mars.
|  | 1er tour                     | 1er tour                     |                           |    | 2e tour | 2e tour |  |  | 3e tour | 3e tour |  |  | Quarts de finale | Quarts de finale |  |  | Demi-finales | Demi-finales |  |  | Finale | Finale |
|  |                              |                              |                           |    |         |         |  |  |         |         |  |  |                  |                  |  |  |              |              |  |  |        |        |
|  |                              |                              |                           |    |         |         |  |  |         |         |  |  |                  |                  |  |  |              |              |  |  |        |        |
|  |                              |                              |                           |    |         |         |  |  |         |         |  |  |                  |                  |  |  |              |              |  |  |        |        |
|  | Humpy Koneru (1)             | 2                            |                           |    |         |         |  |  |         |         |  |  |                  |                  |  |  |              |              |  |  |        |        |
|  | Humpy Koneru (1)             | 2                            |                           |    |         |         |  |  |         |         |  |  |                  |                  |  |  |              |              |  |  |        |        |
|  | Ayah Moaataz (64)            | 0                            |                           |    |         |         |  |  |         |         |  |  |                  |                  |  |  |              |              |  |  |        |        |
|  | Ayah Moaataz (64)            | 0                            | Humpy Koneru (1)          | 2  |         |         |  |  |         |         |  |  |                  |                  |  |  |              |              |  |  |        |        |
|  |                              |                              | Humpy Koneru (1)          | 2  |         |         |  |  |         |         |  |  |                  |                  |  |  |              |              |  |  |        |        |
|  |                              | Lei Tingjie (32)             | 0                         |    |         |         |  |  |         |         |  |  |                  |                  |  |  |              |              |  |  |        |        |
|  | Lei Tingjie (32)             | Lei Tingjie (32)             | 0                         | 2  |         |         |  |  |         |         |  |  |                  |                  |  |  |              |              |  |  |        |        |
|  | Lei Tingjie (32)             |                              |                           | 2  |         |         |  |  |         |         |  |  |                  |                  |  |  |              |              |  |  |        |        |
|  | Deysi Cori (33)              | 0                            |                           |    |         |         |  |  |         |         |  |  |                  |                  |  |  |              |              |  |  |        |        |
|  | Deysi Cori (33)              | 0                            | Humpy Koneru (1)          | 2  |         |         |  |  |         |         |  |  |                  |                  |  |  |              |              |  |  |        |        |
|  |                              |                              | Humpy Koneru (1)          | 2  |         |         |  |  |         |         |  |  |                  |                  |  |  |              |              |  |  |        |        |
|  |                              | Alisa Galliamova (16)        | 0                         |    |         |         |  |  |         |         |  |  |                  |                  |  |  |              |              |  |  |        |        |
|  | Alisa Galliamova (16)        | Alisa Galliamova (16)        | 0                         | 3½ |         |         |  |  |         |         |  |  |                  |                  |  |  |              |              |  |  |        |        |
|  | Alisa Galliamova (16)        |                              |                           | 3½ |         |         |  |  |         |         |  |  |                  |                  |  |  |              |              |  |  |        |        |
|  | Carolina Luján (49)          | 2½                           |                           |    |         |         |  |  |         |         |  |  |                  |                  |  |  |              |              |  |  |        |        |
|  | Carolina Luján (49)          | 2½                           | Alisa Galliamova (16)     | 1½ |         |         |  |  |         |         |  |  |                  |                  |  |  |              |              |  |  |        |        |
|  |                              |                              | Alisa Galliamova (16)     | 1½ |         |         |  |  |         |         |  |  |                  |                  |  |  |              |              |  |  |        |        |
|  |                              | Tatiana Kosintseva (17)      | 0½                        |    |         |         |  |  |         |         |  |  |                  |                  |  |  |              |              |  |  |        |        |
|  | Tatiana Kosintseva (17)      | Tatiana Kosintseva (17)      | 0½                        | 5  |         |         |  |  |         |         |  |  |                  |                  |  |  |              |              |  |  |        |        |
|  | Tatiana Kosintseva (17)      |                              |                           | 5  |         |         |  |  |         |         |  |  |                  |                  |  |  |              |              |  |  |        |        |
|  | Mary Ann Gomes (48)          | 4                            |                           |    |         |         |  |  |         |         |  |  |                  |                  |  |  |              |              |  |  |        |        |
|  | Mary Ann Gomes (48)          | 4                            | Humpy Koneru (1)          | 1½ |         |         |  |  |         |         |  |  |                  |                  |  |  |              |              |  |  |        |        |
|  |                              |                              | Humpy Koneru (1)          | 1½ |         |         |  |  |         |         |  |  |                  |                  |  |  |              |              |  |  |        |        |
|  |                              | Mariya Mouzytchouk (8)       | 2½                        |    |         |         |  |  |         |         |  |  |                  |                  |  |  |              |              |  |  |        |        |
|  | Mariya Mouzytchouk (8)       | Mariya Mouzytchouk (8)       | 2½                        | 2½ |         |         |  |  |         |         |  |  |                  |                  |  |  |              |              |  |  |        |        |
|  | Mariya Mouzytchouk (8)       |                              |                           | 2½ |         |         |  |  |         |         |  |  |                  |                  |  |  |              |              |  |  |        |        |
|  | Yuanling Yuan (56)           | 1½                           |                           |    |         |         |  |  |         |         |  |  |                  |                  |  |  |              |              |  |  |        |        |
|  | Yuanling Yuan (56)           | 1½                           | Mariya Mouzytchouk (8)    | 3  |         |         |  |  |         |         |  |  |                  |                  |  |  |              |              |  |  |        |        |
|  |                              |                              | Mariya Mouzytchouk (8)    | 3  |         |         |  |  |         |         |  |  |                  |                  |  |  |              |              |  |  |        |        |
|  |                              | Monika Socko (25)            | 1                         |    |         |         |  |  |         |         |  |  |                  |                  |  |  |              |              |  |  |        |        |
|  | Monika Socko (25)            | Monika Socko (25)            | 1                         | 4  |         |         |  |  |         |         |  |  |                  |                  |  |  |              |              |  |  |        |        |
|  | Monika Socko (25)            |                              |                           | 4  |         |         |  |  |         |         |  |  |                  |                  |  |  |              |              |  |  |        |        |
|  | Deimante Daulyte (40)        | 2                            |                           |    |         |         |  |  |         |         |  |  |                  |                  |  |  |              |              |  |  |        |        |
|  | Deimante Daulyte (40)        | 2                            | Mariya Mouzytchouk (8)    | 1½ |         |         |  |  |         |         |  |  |                  |                  |  |  |              |              |  |  |        |        |
|  |                              |                              | Mariya Mouzytchouk (8)    | 1½ |         |         |  |  |         |         |  |  |                  |                  |  |  |              |              |  |  |        |        |
|  |                              | Antoaneta Stefanova (9)      | 0½                        |    |         |         |  |  |         |         |  |  |                  |                  |  |  |              |              |  |  |        |        |
|  | Antoaneta Stefanova (9)      | Antoaneta Stefanova (9)      | 0½                        | 1½ |         |         |  |  |         |         |  |  |                  |                  |  |  |              |              |  |  |        |        |
|  | Antoaneta Stefanova (9)      |                              |                           | 1½ |         |         |  |  |         |         |  |  |                  |                  |  |  |              |              |  |  |        |        |
|  | Nguyen Thi Thanh An (57)     | 0½                           |                           |    |         |         |  |  |         |         |  |  |                  |                  |  |  |              |              |  |  |        |        |
|  | Nguyen Thi Thanh An (57)     | 0½                           | Antoaneta Stefanova (9)   | 2½ |         |         |  |  |         |         |  |  |                  |                  |  |  |              |              |  |  |        |        |
|  |                              |                              | Antoaneta Stefanova (9)   | 2½ |         |         |  |  |         |         |  |  |                  |                  |  |  |              |              |  |  |        |        |
|  |                              | Inna Gaponenko (41)          | 1½                        |    |         |         |  |  |         |         |  |  |                  |                  |  |  |              |              |  |  |        |        |
|  | Natalia Zhukova (24)         | Inna Gaponenko (41)          | 1½                        | 0½ |         |         |  |  |         |         |  |  |                  |                  |  |  |              |              |  |  |        |        |
|  | Natalia Zhukova (24)         |                              |                           | 0½ |         |         |  |  |         |         |  |  |                  |                  |  |  |              |              |  |  |        |        |
|  | Inna Gaponenko (41)          | 1½                           |                           |    |         |         |  |  |         |         |  |  |                  |                  |  |  |              |              |  |  |        |        |
|  | Inna Gaponenko (41)          | 1½                           | Mariya Muzychuk (8)       | 3½ |         |         |  |  |         |         |  |  |                  |                  |  |  |              |              |  |  |        |        |
|  |                              |                              | Mariya Muzychuk (8)       | 3½ |         |         |  |  |         |         |  |  |                  |                  |  |  |              |              |  |  |        |        |
|  |                              | Dronavalli Harika (12)       | 2½                        |    |         |         |  |  |         |         |  |  |                  |                  |  |  |              |              |  |  |        |        |
|  | Viktorija Cmilyte (4)        | Dronavalli Harika (12)       | 2½                        | 2  |         |         |  |  |         |         |  |  |                  |                  |  |  |              |              |  |  |        |        |
|  | Viktorija Cmilyte (4)        |                              |                           | 2  |         |         |  |  |         |         |  |  |                  |                  |  |  |              |              |  |  |        |        |
|  | Akter Liza Shamima (61)      | 0                            |                           |    |         |         |  |  |         |         |  |  |                  |                  |  |  |              |              |  |  |        |        |
|  | Akter Liza Shamima (61)      | 0                            | Viktorija Cmilyte (4)     | 1½ |         |         |  |  |         |         |  |  |                  |                  |  |  |              |              |  |  |        |        |
|  |                              |                              | Viktorija Cmilyte (4)     | 1½ |         |         |  |  |         |         |  |  |                  |                  |  |  |              |              |  |  |        |        |
|  |                              | Ekaterina Kovalevskaya (36)  | 0½                        |    |         |         |  |  |         |         |  |  |                  |                  |  |  |              |              |  |  |        |        |
|  | Nino Khurtsidze (29)         | Ekaterina Kovalevskaya (36)  | 0½                        | 0½ |         |         |  |  |         |         |  |  |                  |                  |  |  |              |              |  |  |        |        |
|  | Nino Khurtsidze (29)         |                              |                           | 0½ |         |         |  |  |         |         |  |  |                  |                  |  |  |              |              |  |  |        |        |
|  | Ekaterina Kovalevskaya (36)  | 1½                           |                           |    |         |         |  |  |         |         |  |  |                  |                  |  |  |              |              |  |  |        |        |
|  | Ekaterina Kovalevskaya (36)  | 1½                           | Viktorija Cmilyte (4)     | 1½ |         |         |  |  |         |         |  |  |                  |                  |  |  |              |              |  |  |        |        |
|  |                              |                              | Viktorija Cmilyte (4)     | 1½ |         |         |  |  |         |         |  |  |                  |                  |  |  |              |              |  |  |        |        |
|  |                              | Meri Arabidze (45)           | 2½                        |    |         |         |  |  |         |         |  |  |                  |                  |  |  |              |              |  |  |        |        |
|  | Elina Danielian (13)         | Meri Arabidze (45)           | 2½                        | 0½ |         |         |  |  |         |         |  |  |                  |                  |  |  |              |              |  |  |        |        |
|  | Elina Danielian (13)         |                              |                           | 0½ |         |         |  |  |         |         |  |  |                  |                  |  |  |              |              |  |  |        |        |
|  | Yaniet Marrero Lopez (52)    | 1½                           |                           |    |         |         |  |  |         |         |  |  |                  |                  |  |  |              |              |  |  |        |        |
|  | Yaniet Marrero Lopez (52)    | 1½                           | Yaniet Marrero Lopez (52) | 0½ |         |         |  |  |         |         |  |  |                  |                  |  |  |              |              |  |  |        |        |
|  |                              |                              | Yaniet Marrero Lopez (52) | 0½ |         |         |  |  |         |         |  |  |                  |                  |  |  |              |              |  |  |        |        |
|  |                              | Meri Arabidze (45)           | 1½                        |    |         |         |  |  |         |         |  |  |                  |                  |  |  |              |              |  |  |        |        |
|  | Elisabeth Paehtz (20)        | Meri Arabidze (45)           | 1½                        | 2  |         |         |  |  |         |         |  |  |                  |                  |  |  |              |              |  |  |        |        |
|  | Elisabeth Paehtz (20)        |                              |                           | 2  |         |         |  |  |         |         |  |  |                  |                  |  |  |              |              |  |  |        |        |
|  | Meri Arabidze (45)           | 4                            |                           |    |         |         |  |  |         |         |  |  |                  |                  |  |  |              |              |  |  |        |        |
|  | Meri Arabidze (45)           | 4                            | Meri Arabidze (45)        | 0½ |         |         |  |  |         |         |  |  |                  |                  |  |  |              |              |  |  |        |        |
|  |                              |                              | Meri Arabidze (45)        | 0½ |         |         |  |  |         |         |  |  |                  |                  |  |  |              |              |  |  |        |        |
|  |                              | Dronavalli Harika (12)       | 1½                        |    |         |         |  |  |         |         |  |  |                  |                  |  |  |              |              |  |  |        |        |
|  | Alexandra Kosteniuk (5)      | Dronavalli Harika (12)       | 1½                        | 2  |         |         |  |  |         |         |  |  |                  |                  |  |  |              |              |  |  |        |        |
|  | Alexandra Kosteniuk (5)      |                              |                           | 2  |         |         |  |  |         |         |  |  |                  |                  |  |  |              |              |  |  |        |        |
|  | Irina Berezina (60)          | 0                            |                           |    |         |         |  |  |         |         |  |  |                  |                  |  |  |              |              |  |  |        |        |
|  | Irina Berezina (60)          | 0                            | Alexandra Kosteniuk (5)   | 1½ |         |         |  |  |         |         |  |  |                  |                  |  |  |              |              |  |  |        |        |
|  |                              |                              | Alexandra Kosteniuk (5)   | 1½ |         |         |  |  |         |         |  |  |                  |                  |  |  |              |              |  |  |        |        |
|  |                              | Shen Yang (28)               | 0½                        |    |         |         |  |  |         |         |  |  |                  |                  |  |  |              |              |  |  |        |        |
|  | Shen Yang (28)               | Shen Yang (28)               | 0½                        | 2½ |         |         |  |  |         |         |  |  |                  |                  |  |  |              |              |  |  |        |        |
|  | Shen Yang (28)               |                              |                           | 2½ |         |         |  |  |         |         |  |  |                  |                  |  |  |              |              |  |  |        |        |
|  | Alina Kashlinskaya (37)      | 1½                           |                           |    |         |         |  |  |         |         |  |  |                  |                  |  |  |              |              |  |  |        |        |
|  | Alina Kashlinskaya (37)      | 1½                           | Alexandra Kosteniuk (5)   | 1½ |         |         |  |  |         |         |  |  |                  |                  |  |  |              |              |  |  |        |        |
|  |                              |                              | Alexandra Kosteniuk (5)   | 1½ |         |         |  |  |         |         |  |  |                  |                  |  |  |              |              |  |  |        |        |
|  |                              | Dronavalli Harika (12)       | 2½                        |    |         |         |  |  |         |         |  |  |                  |                  |  |  |              |              |  |  |        |        |
|  | Dronavalli Harika (12)       | Dronavalli Harika (12)       | 2½                        | 2  |         |         |  |  |         |         |  |  |                  |                  |  |  |              |              |  |  |        |        |
|  | Dronavalli Harika (12)       |                              |                           | 2  |         |         |  |  |         |         |  |  |                  |                  |  |  |              |              |  |  |        |        |
|  | Tatev Abrahamyan (53)        | 0                            |                           |    |         |         |  |  |         |         |  |  |                  |                  |  |  |              |              |  |  |        |        |
|  | Tatev Abrahamyan (53)        | 0                            | Dronavalli Harika (12)    | 2½ |         |         |  |  |         |         |  |  |                  |                  |  |  |              |              |  |  |        |        |
|  |                              |                              | Dronavalli Harika (12)    | 2½ |         |         |  |  |         |         |  |  |                  |                  |  |  |              |              |  |  |        |        |
|  |                              | Irina Krush (21)             | 1½                        |    |         |         |  |  |         |         |  |  |                  |                  |  |  |              |              |  |  |        |        |
|  | Irina Krush (21)             | Irina Krush (21)             | 1½                        | 1½ |         |         |  |  |         |         |  |  |                  |                  |  |  |              |              |  |  |        |        |
|  | Irina Krush (21)             |                              |                           | 1½ |         |         |  |  |         |         |  |  |                  |                  |  |  |              |              |  |  |        |        |
|  | Sophie Milliet (44)          | 0½                           |                           |    |         |         |  |  |         |         |  |  |                  |                  |  |  |              |              |  |  |        |        |
|  | Sophie Milliet (44)          | 0½                           | Mariya Mouzytchouk (8)    | 2½ |         |         |  |  |         |         |  |  |                  |                  |  |  |              |              |  |  |        |        |
|  |                              |                              | Mariya Mouzytchouk (8)    | 2½ |         |         |  |  |         |         |  |  |                  |                  |  |  |              |              |  |  |        |        |
|  |                              | Natalia Pogonina (31)        | 01½                       |    |         |         |  |  |         |         |  |  |                  |                  |  |  |              |              |  |  |        |        |
|  | Ju Wenjun (2)                | Natalia Pogonina (31)        | 01½                       | 2  |         |         |  |  |         |         |  |  |                  |                  |  |  |              |              |  |  |        |        |
|  | Ju Wenjun (2)                |                              |                           | 2  |         |         |  |  |         |         |  |  |                  |                  |  |  |              |              |  |  |        |        |
|  | Shrook Wafa (63)             | 0                            |                           |    |         |         |  |  |         |         |  |  |                  |                  |  |  |              |              |  |  |        |        |
|  | Shrook Wafa (63)             | 0                            | Ju Wenjun (2)             | 0½ |         |         |  |  |         |         |  |  |                  |                  |  |  |              |              |  |  |        |        |
|  |                              |                              | Ju Wenjun (2)             | 0½ |         |         |  |  |         |         |  |  |                  |                  |  |  |              |              |  |  |        |        |
|  |                              | Natalia Pogonina (31)        | 1½                        |    |         |         |  |  |         |         |  |  |                  |                  |  |  |              |              |  |  |        |        |
|  | Natalia Pogonina (31)        | Natalia Pogonina (31)        | 1½                        | 1½ |         |         |  |  |         |         |  |  |                  |                  |  |  |              |              |  |  |        |        |
|  | Natalia Pogonina (31)        |                              |                           | 1½ |         |         |  |  |         |         |  |  |                  |                  |  |  |              |              |  |  |        |        |
|  | Guo Qi (34)                  | 0½                           |                           |    |         |         |  |  |         |         |  |  |                  |                  |  |  |              |              |  |  |        |        |
|  | Guo Qi (34)                  | 0½                           | Natalia Pogonina (31)     | 3  |         |         |  |  |         |         |  |  |                  |                  |  |  |              |              |  |  |        |        |
|  |                              |                              | Natalia Pogonina (31)     | 3  |         |         |  |  |         |         |  |  |                  |                  |  |  |              |              |  |  |        |        |
|  |                              | Marie Sebag (18)             | 1                         |    |         |         |  |  |         |         |  |  |                  |                  |  |  |              |              |  |  |        |        |
|  | Anna Ushenina (15)           | Marie Sebag (18)             | 1                         | 1½ |         |         |  |  |         |         |  |  |                  |                  |  |  |              |              |  |  |        |        |
|  | Anna Ushenina (15)           |                              |                           | 1½ |         |         |  |  |         |         |  |  |                  |                  |  |  |              |              |  |  |        |        |
|  | Zhang Xiaowen (50)           | 0½                           |                           |    |         |         |  |  |         |         |  |  |                  |                  |  |  |              |              |  |  |        |        |
|  | Zhang Xiaowen (50)           | 0½                           | Anna Ushenina (15)        | 1½ |         |         |  |  |         |         |  |  |                  |                  |  |  |              |              |  |  |        |        |
|  |                              |                              | Anna Ushenina (15)        | 1½ |         |         |  |  |         |         |  |  |                  |                  |  |  |              |              |  |  |        |        |
|  |                              | Marie Sebag (18)             | 2½                        |    |         |         |  |  |         |         |  |  |                  |                  |  |  |              |              |  |  |        |        |
|  | Marie Sebag (18)             | Marie Sebag (18)             | 2½                        | 1½ |         |         |  |  |         |         |  |  |                  |                  |  |  |              |              |  |  |        |        |
|  | Marie Sebag (18)             |                              |                           | 1½ |         |         |  |  |         |         |  |  |                  |                  |  |  |              |              |  |  |        |        |
|  | Wang Jue (47)                | 0½                           |                           |    |         |         |  |  |         |         |  |  |                  |                  |  |  |              |              |  |  |        |        |
|  | Wang Jue (47)                | 0½                           | Natalia Pogonina (31)     | 2½ |         |         |  |  |         |         |  |  |                  |                  |  |  |              |              |  |  |        |        |
|  |                              |                              | Natalia Pogonina (31)     | 2½ |         |         |  |  |         |         |  |  |                  |                  |  |  |              |              |  |  |        |        |
|  |                              | Zhao Xue (7)                 | 1½                        |    |         |         |  |  |         |         |  |  |                  |                  |  |  |              |              |  |  |        |        |
|  | Zhao Xue (7)                 | Zhao Xue (7)                 | 1½                        | 3  |         |         |  |  |         |         |  |  |                  |                  |  |  |              |              |  |  |        |        |
|  | Zhao Xue (7)                 |                              |                           | 3  |         |         |  |  |         |         |  |  |                  |                  |  |  |              |              |  |  |        |        |
|  | Marisa Zuriel (58)           | 1                            |                           |    |         |         |  |  |         |         |  |  |                  |                  |  |  |              |              |  |  |        |        |
|  | Marisa Zuriel (58)           | 1                            | Zhao Xue (7)              | 1½ |         |         |  |  |         |         |  |  |                  |                  |  |  |              |              |  |  |        |        |
|  |                              |                              | Zhao Xue (7)              | 1½ |         |         |  |  |         |         |  |  |                  |                  |  |  |              |              |  |  |        |        |
|  |                              | Salome Melia (26)            | 0½                        |    |         |         |  |  |         |         |  |  |                  |                  |  |  |              |              |  |  |        |        |
|  | Salome Melia (26)            | Salome Melia (26)            | 0½                        | 3  |         |         |  |  |         |         |  |  |                  |                  |  |  |              |              |  |  |        |        |
|  | Salome Melia (26)            |                              |                           | 3  |         |         |  |  |         |         |  |  |                  |                  |  |  |              |              |  |  |        |        |
|  | Irine Kharisma Sukandar (39) | 1                            |                           |    |         |         |  |  |         |         |  |  |                  |                  |  |  |              |              |  |  |        |        |
|  | Irine Kharisma Sukandar (39) | 1                            | Zhao Xue (7)              | 1½ |         |         |  |  |         |         |  |  |                  |                  |  |  |              |              |  |  |        |        |
|  |                              |                              | Zhao Xue (7)              | 1½ |         |         |  |  |         |         |  |  |                  |                  |  |  |              |              |  |  |        |        |
|  |                              | Bela Khotenashvili (10)      | 0½                        |    |         |         |  |  |         |         |  |  |                  |                  |  |  |              |              |  |  |        |        |
|  | Bela Khotenashvili (10)      | Bela Khotenashvili (10)      | 0½                        | 1½ |         |         |  |  |         |         |  |  |                  |                  |  |  |              |              |  |  |        |        |
|  | Bela Khotenashvili (10)      |                              |                           | 1½ |         |         |  |  |         |         |  |  |                  |                  |  |  |              |              |  |  |        |        |
|  | Kübra Öztürk (55)            | 0½                           |                           |    |         |         |  |  |         |         |  |  |                  |                  |  |  |              |              |  |  |        |        |
|  | Kübra Öztürk (55)            | 0½                           | Bela Khotenashvili (10)   | 4½ |         |         |  |  |         |         |  |  |                  |                  |  |  |              |              |  |  |        |        |
|  |                              |                              | Bela Khotenashvili (10)   | 4½ |         |         |  |  |         |         |  |  |                  |                  |  |  |              |              |  |  |        |        |
|  |                              | Huang Qian (23)              | 3½                        |    |         |         |  |  |         |         |  |  |                  |                  |  |  |              |              |  |  |        |        |
|  | Huang Qian (23)              | Huang Qian (23)              | 3½                        | 2½ |         |         |  |  |         |         |  |  |                  |                  |  |  |              |              |  |  |        |        |
|  | Huang Qian (23)              |                              |                           | 2½ |         |         |  |  |         |         |  |  |                  |                  |  |  |              |              |  |  |        |        |
|  | Baïra Kovanova (42)          | 1½                           |                           |    |         |         |  |  |         |         |  |  |                  |                  |  |  |              |              |  |  |        |        |
|  | Baïra Kovanova (42)          | 1½                           | Natalia Pogonina (31)     | 2½ |         |         |  |  |         |         |  |  |                  |                  |  |  |              |              |  |  |        |        |
|  |                              |                              | Natalia Pogonina (31)     | 2½ |         |         |  |  |         |         |  |  |                  |                  |  |  |              |              |  |  |        |        |
|  |                              | Pia Cramling (11)            | 1½                        |    |         |         |  |  |         |         |  |  |                  |                  |  |  |              |              |  |  |        |        |
|  | Anna Muzychuk (3)            | Pia Cramling (11)            | 1½                        | 1½ |         |         |  |  |         |         |  |  |                  |                  |  |  |              |              |  |  |        |        |
|  | Anna Muzychuk (3)            |                              |                           | 1½ |         |         |  |  |         |         |  |  |                  |                  |  |  |              |              |  |  |        |        |
|  | Amina Mezioud (62)           | 0½                           |                           |    |         |         |  |  |         |         |  |  |                  |                  |  |  |              |              |  |  |        |        |
|  | Amina Mezioud (62)           | 0½                           | Anna Muzychuk (3)         | 1½ |         |         |  |  |         |         |  |  |                  |                  |  |  |              |              |  |  |        |        |
|  |                              |                              | Anna Muzychuk (3)         | 1½ |         |         |  |  |         |         |  |  |                  |                  |  |  |              |              |  |  |        |        |
|  |                              | Aleksandra Goryachkina (30)  | 0½                        |    |         |         |  |  |         |         |  |  |                  |                  |  |  |              |              |  |  |        |        |
|  | Aleksandra Goryachkina (30)  | Aleksandra Goryachkina (30)  | 0½                        | 5  |         |         |  |  |         |         |  |  |                  |                  |  |  |              |              |  |  |        |        |
|  | Aleksandra Goryachkina (30)  |                              |                           | 5  |         |         |  |  |         |         |  |  |                  |                  |  |  |              |              |  |  |        |        |
|  | Lilit Mkrtchian (35)         | 4                            |                           |    |         |         |  |  |         |         |  |  |                  |                  |  |  |              |              |  |  |        |        |
|  | Lilit Mkrtchian (35)         | 4                            | Anna Muzychuk (3)         | 1½ |         |         |  |  |         |         |  |  |                  |                  |  |  |              |              |  |  |        |        |
|  |                              |                              | Anna Muzychuk (3)         | 1½ |         |         |  |  |         |         |  |  |                  |                  |  |  |              |              |  |  |        |        |
|  |                              | Lela Javakhishvili (19)      | 0½                        |    |         |         |  |  |         |         |  |  |                  |                  |  |  |              |              |  |  |        |        |
|  | Tan Zhongyi (14)             | Lela Javakhishvili (19)      | 0½                        | 1½ |         |         |  |  |         |         |  |  |                  |                  |  |  |              |              |  |  |        |        |
|  | Tan Zhongyi (14)             |                              |                           | 1½ |         |         |  |  |         |         |  |  |                  |                  |  |  |              |              |  |  |        |        |
|  | Guliskhan Nakhbayeva (51)    | 0½                           |                           |    |         |         |  |  |         |         |  |  |                  |                  |  |  |              |              |  |  |        |        |
|  | Guliskhan Nakhbayeva (51)    | 0½                           | Tan Zhongyi (14)          | 0½ |         |         |  |  |         |         |  |  |                  |                  |  |  |              |              |  |  |        |        |
|  |                              |                              | Tan Zhongyi (14)          | 0½ |         |         |  |  |         |         |  |  |                  |                  |  |  |              |              |  |  |        |        |
|  |                              | Lela Javakhishvili (19)      | 1½                        |    |         |         |  |  |         |         |  |  |                  |                  |  |  |              |              |  |  |        |        |
|  | Lela Javakhishvili (19)      | Lela Javakhishvili (19)      | 1½                        | 3½ |         |         |  |  |         |         |  |  |                  |                  |  |  |              |              |  |  |        |        |
|  | Lela Javakhishvili (19)      |                              |                           | 3½ |         |         |  |  |         |         |  |  |                  |                  |  |  |              |              |  |  |        |        |
|  | Sopiko Guramishvili (46)     | 2½                           |                           |    |         |         |  |  |         |         |  |  |                  |                  |  |  |              |              |  |  |        |        |
|  | Sopiko Guramishvili (46)     | 2½                           | Anna Muzychuk (3)         | 2½ |         |         |  |  |         |         |  |  |                  |                  |  |  |              |              |  |  |        |        |
|  |                              |                              | Anna Muzychuk (3)         | 2½ |         |         |  |  |         |         |  |  |                  |                  |  |  |              |              |  |  |        |        |
|  |                              | Pia Cramling (11)            | 3½                        |    |         |         |  |  |         |         |  |  |                  |                  |  |  |              |              |  |  |        |        |
|  | Valentina Gunina (6)         | Pia Cramling (11)            | 3½                        | 2  |         |         |  |  |         |         |  |  |                  |                  |  |  |              |              |  |  |        |        |
|  | Valentina Gunina (6)         |                              |                           | 2  |         |         |  |  |         |         |  |  |                  |                  |  |  |              |              |  |  |        |        |
|  | Camilla Baginskaite (59)     | 0                            |                           |    |         |         |  |  |         |         |  |  |                  |                  |  |  |              |              |  |  |        |        |
|  | Camilla Baginskaite (59)     | 0                            | Valentina Gunina (6)      | 2  |         |         |  |  |         |         |  |  |                  |                  |  |  |              |              |  |  |        |        |
|  |                              |                              | Valentina Gunina (6)      | 2  |         |         |  |  |         |         |  |  |                  |                  |  |  |              |              |  |  |        |        |
|  |                              | Olga Girya (27)              | 0                         |    |         |         |  |  |         |         |  |  |                  |                  |  |  |              |              |  |  |        |        |
|  | Olga Girya (27)              | Olga Girya (27)              | 0                         | 2  |         |         |  |  |         |         |  |  |                  |                  |  |  |              |              |  |  |        |        |
|  | Olga Girya (27)              |                              |                           | 2  |         |         |  |  |         |         |  |  |                  |                  |  |  |              |              |  |  |        |        |
|  | Ekaterina Atalik (38)        | 0                            |                           |    |         |         |  |  |         |         |  |  |                  |                  |  |  |              |              |  |  |        |        |
|  | Ekaterina Atalik (38)        | 0                            | Valentina Gunina (6)      | 0½ |         |         |  |  |         |         |  |  |                  |                  |  |  |              |              |  |  |        |        |
|  |                              |                              | Valentina Gunina (6)      | 0½ |         |         |  |  |         |         |  |  |                  |                  |  |  |              |              |  |  |        |        |
|  |                              | Pia Cramling (11)            | 1½                        |    |         |         |  |  |         |         |  |  |                  |                  |  |  |              |              |  |  |        |        |
|  | Pia Cramling (11)            | Pia Cramling (11)            | 1½                        | 2  |         |         |  |  |         |         |  |  |                  |                  |  |  |              |              |  |  |        |        |
|  | Pia Cramling (11)            |                              |                           | 2  |         |         |  |  |         |         |  |  |                  |                  |  |  |              |              |  |  |        |        |
|  | Mitra Hejazipour (54)        | 0                            |                           |    |         |         |  |  |         |         |  |  |                  |                  |  |  |              |              |  |  |        |        |
|  | Mitra Hejazipour (54)        | 0                            | Pia Cramling (11)         | 1½ |         |         |  |  |         |         |  |  |                  |                  |  |  |              |              |  |  |        |        |
|  |                              |                              | Pia Cramling (11)         | 1½ |         |         |  |  |         |         |  |  |                  |                  |  |  |              |              |  |  |        |        |
|  |                              | Ketevan Arakhamia-Grant (43) | 0½                        |    |         |         |  |  |         |         |  |  |                  |                  |  |  |              |              |  |  |        |        |
|  | Hoang Thanh Trang (22)       | Ketevan Arakhamia-Grant (43) | 0½                        | 0½ |         |         |  |  |         |         |  |  |                  |                  |  |  |              |              |  |  |        |        |
|  | Hoang Thanh Trang (22)       |                              |                           | 0½ |         |         |  |  |         |         |  |  |                  |                  |  |  |              |              |  |  |        |        |
|  | Ketevan Arakhamia-Grant (43) | 1½                           |                           |    |         |         |  |  |         |         |  |  |                  |                  |  |  |              |              |  |  |        |        |
|  | Ketevan Arakhamia-Grant (43) | 1½                           |                           |    |         |         |  |  |         |         |  |  |                  |                  |  |  |              |              |  |  |        |        |